# Ашленд (округ, Висконсин)
Округ Ашленд — округ в штате Висконсин, США. Идентификатор округа — 55003. Административный центр — город Ашленд.

## Демография
По данным переписи 2000 года общее население округа составляло 16 866 человек, в том числе городского населения было 7851, а сельского — 9015. Среди них мужчин — 8307, а женщин — 8559. В округе было 6718 домовладельцев, 4281 семей, которые проживали в 8883 домах. Средний размер семьи составил 3,01.
Возрастное распределение населения представлено в таблице:
| Пол     | До 15 лет | 15-21 | 22-29 | 30-39 | 40-49 | 50-65 | 65-85 | Более 85 |
| ------- | --------- | ----- | ----- | ----- | ----- | ----- | ----- | -------- |
| Мужчины | 1874      | 1021  | 717   | 1110  | 1256  | 1246  | 966   | 117      |
| Женщины | 1582      | 1041  | 784   | 1090  | 1248  | 1213  | 1270  | 331      |

## Достопримечательности
- 18 из 22 островов Апосл (национальное побережье Апосл-Айлендс[англ.]).